# Batalla del Tàmesi
La batalla del Tàmesi va ser un enfrontament entre romans i britons ocorregut l'any 43.

## Antecedents
L'any 43, l'emperador Claudi, immers en una ampliació dels dominis de l'Imperi, va ordenar a un Exèrcit romà format per quatre legions al comandament de Aule Plauci la conquesta i submissió de l'illa en suport de Verica, rei dels atrebats i aliat de Roma, que havia estat deposat per Epàtic dels seus veïns catuvel·launs. Després de la batalla del Medway, les tropes romanes van aconseguir fer retrocedir les tropes britones fins al Tàmesi, on es va fer fortes. Aprofitant el coneixement del terreny, van aconseguir causar baixes als seus perseguidors, que es van dividir en dos fronts per envoltar els nadius.

## Batalla
Un d'ells, liderat per Aule Plauci va assetjar les tropes de Togodumnus, a qui van donar mort en un dels combats. El segon front va construir un pont per envoltar les tropes que avançaven per venjar el seu líder i van obligar-los a dispersar-se, i Caratac va fugia a Gal·les. Plauci va demanar reforços a l'emperador Claudi per acabar amb les restes dels britons, però aquest va preferir pactar la rendició amb els reis locals, els quals el van reconèixer com a nou monarca.

## Conseqüències
Per evitar futures revoltes, les legions del Tàmesi van construir diversos emplaçaments reforçats. Claudi va establir el territori conquerit com una província romana disposant que Plauci fos el governador, i es van establir aliances amb les nacions fora del control directe romà. El, 47 Plauci fou substituït per Publi Ostori Escapula. Fins amb el lliurament de Caratac als romans per la reina dels brigantes, Cartimandua, després de la seva derrota a la batalla de Caer Caradoc no es va arribar una precària situació d'equilibri.